# Gloria Allred
Gloria Rachel Allred (su apellido de nacimiento es Bloom; Filadelfia, 3 de julio de 1941) es una abogada estadounidense feminista reconocida por representar mujeres en casos de alto perfil en la opinión pública de Estados Unidos.

## Trayectoria
Gloria Rachel Bloom nació en el seno de una familia judía de clase trabajadora en Filadelfia el 3 de julio de 1941. Su padre, Morris, trabajaba como vendedor. Su madre Stella, de origen británico, era ama de casa.

Después de graduarse de la Philadelphia High School for Girls, asistió a la Universidad de Pensilvania, en donde conoció a su primer esposo, Peyton Bray. La pareja tuvo una única hija, Lisa, nacida el 20 de septiembre de 1961 y se divorciaron poco después. Lisa Bloom también es abogada y es reconocida públicamente por haber sido presentadora del canal Court TV.

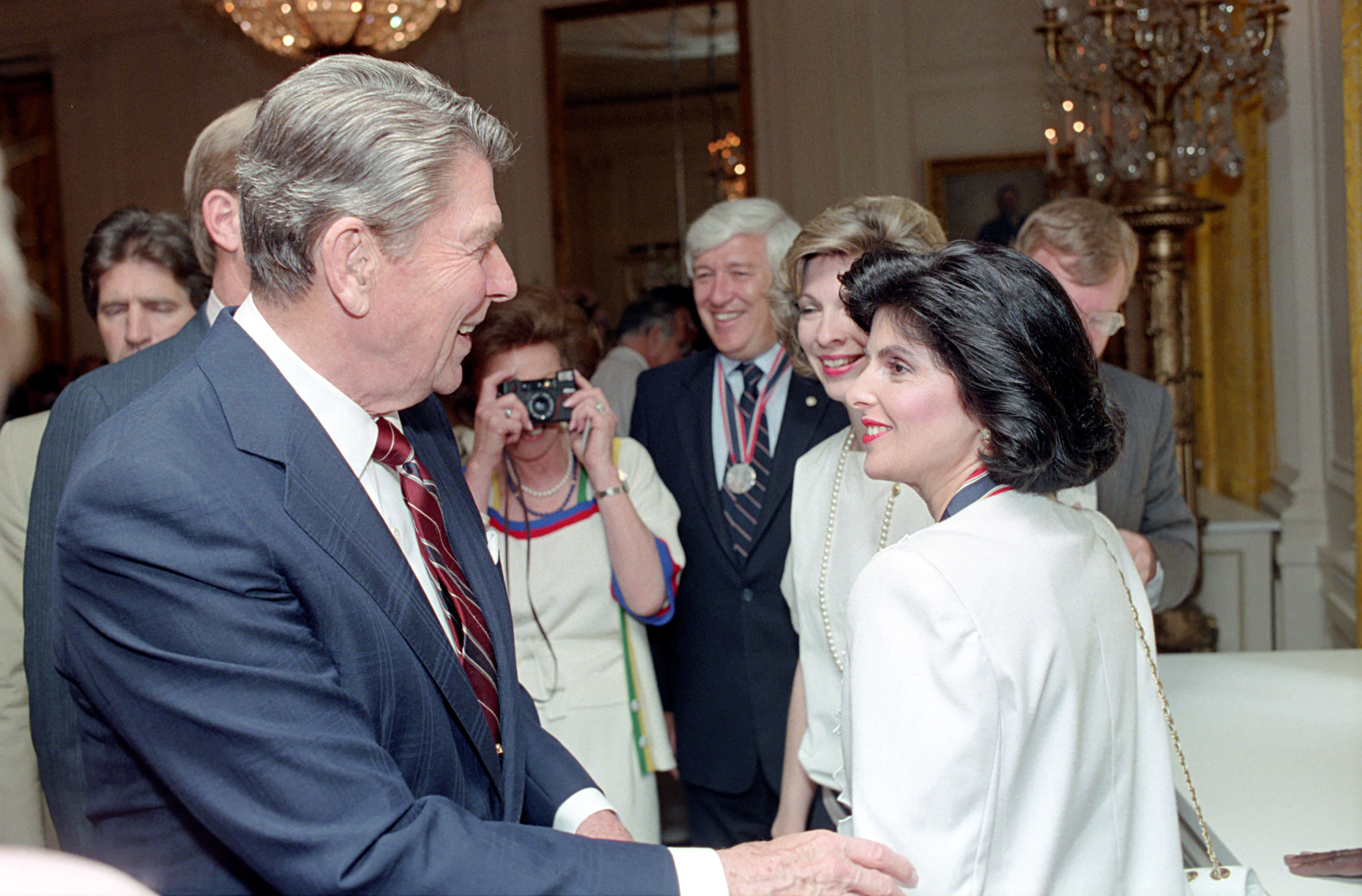
Allred junto al entonces presidente Ronald Reagan en 1986.

Una vez divorciada, regresó a la casa de sus padres y continuó con su educación universitaria. En 1963, obtuvo el título en Inglés, graduándose con honores. Su tesis final trató sobre escritores negros. Probó suerte en una variedad de trabajos antes de decidir convertirse en maestra, aceptando un puesto en Benjamin Franklin High School. Luego comenzó a trabajar en una escuela de posgrado en la Universidad de Nueva York, en donde se interesó por el movimiento por los derechos civiles. En 1966, se mudó a Los Ángeles y vivió en Watts. Trabajó para la Asociación de Maestros de Los Ángeles y enseñó en Jordan High School y Fremont High School.

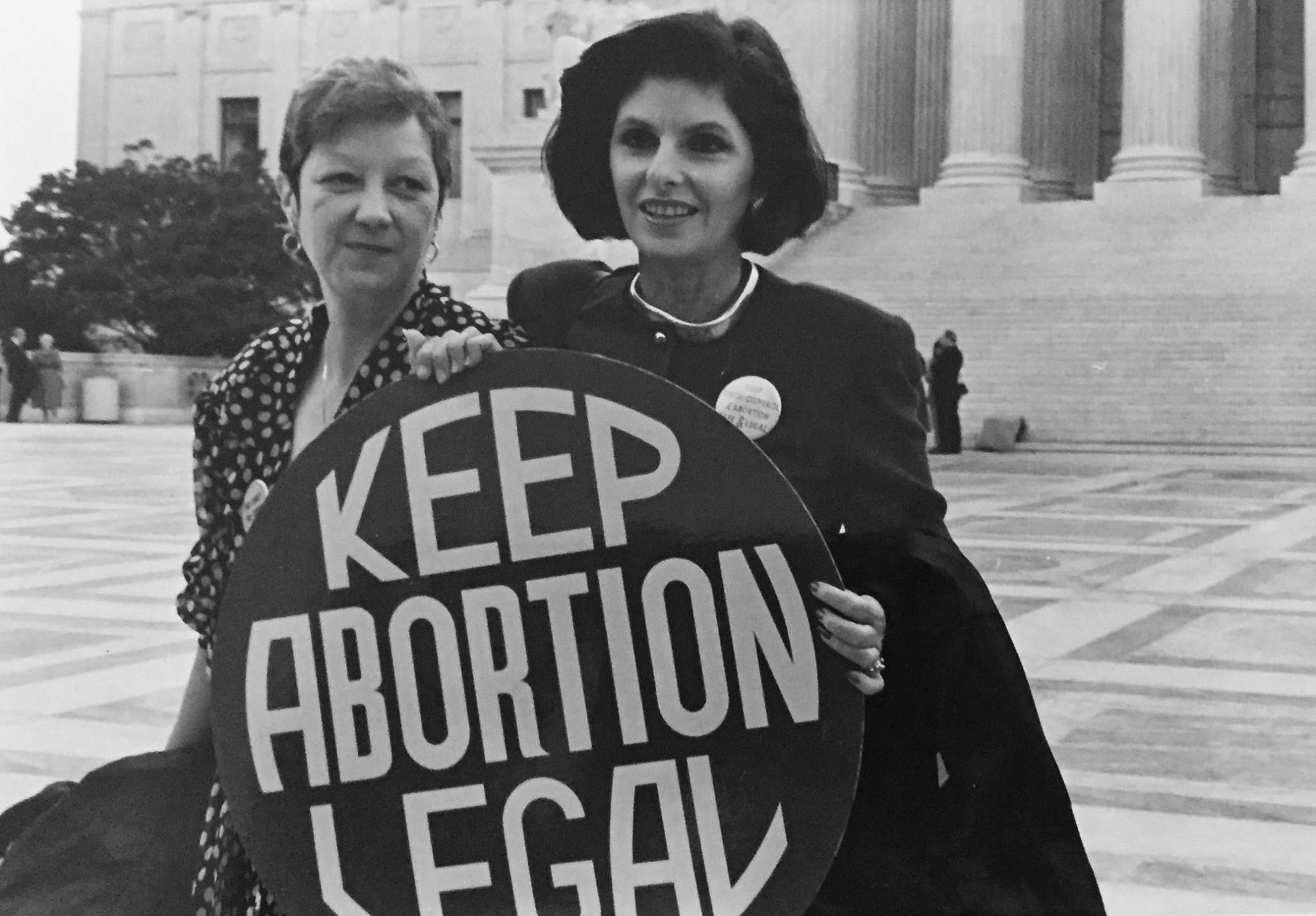
Allred (a la derecha) junto a Norma McCorvey (conocida como Jane Roe del caso Roe contra Wade en una manifestación frente a la Corte Suprema en 1989.

Durante unas vacaciones en Acapulco en 1966, Bloom fue violada a punta de pistola. Producto de la violación, quedó embarazada. En ese momento, el aborto era ilegal por lo que tuvo que abortar clandestinamente. Después de someterse al procedimiento, sufrió una hemorragia y tuvo una infección de la que se recuperó después de ser hospitalizada. Bloom decidió no denunciar el crimen del que fue víctima por temor a que no le creyeran y, por lo tanto, ser nuevamente victimizada.
En 1968, se casó con William Allred de quien tomó su apellido. Se matriculó en la Facultad de Derecho de la Universidad de Southwestern y luego se mudó a la Facultad de Derecho de la Universidad de Loyola en Los Ángeles. Se graduó y fue admitida en el Colegio de Abogados de California en 1975.
Se divorció de su segundo esposo en 1987, conservando el apellido.
Aunque es judía, Allred no se considera particularmente religiosa.